# Lamnostoma taylori
Lamnostoma taylori is een straalvinnige vissensoort uit de familie van de slangalen (Ophichthidae). De wetenschappelijke naam van de soort is voor het eerst geldig gepubliceerd in 1923 door Herre.